# Rom Kostřica
Rom Kostřica (* 13. března 1949 Brno) je český lékař, vysokoškolský pedagog a politik. V letech 2010 až 2017 působil jako poslanec Poslanecké sněmovny PČR a v letech 2014 až 2016 jako zastupitel Městské části Brno-střed, člen TOP 09.

## Život
Roku 1967 dokončil studium na Gymnáziu Lerchova v Brně, ve studiu pokračoval v letech 1967–1973 na Lékařské fakultě Masarykovy univerzity, taktéž v Brně. Odbornou praxi absolvoval v letech 1973–1992 jak sekundární lékař, poté odborný asistent na ORL klinice Fakultní Nemocnice v Brně, kde poté působil jako přednosta ORL oddělení FN Brno. Od roku 1998 je profesorem medicíny, působí jako přednosta Kliniky otorinolaryngologie a chirurgie hlavy a krku FN u sv. Anny v Brně.
Rom Kostřica publikoval 4 monografie, 227 odborných přednášek, 167 odborných publikací a je řešitel 7 obhájených grantových projektů. Je členem korespondent Německé společnosti pro otorinolaryngologii a chirurgii hlavy a krku; zástupcem ČR v UEMS (Union Européenne des Médecins Spécialistes) a členem Akreditační komise Ministerstva školství, mládeže a tělovýchovy.
Kostřica byl přednostou Kliniky otorinolaryngologie a chirurgie hlavy a krku FN u sv. Anny v Brně, je profesorem Masarykovy univerzity, předsedou České lékařské společnosti otorinolaryngologie a chirurgie hlavy a krku i předsedou výboru České lékařské společnosti otorinolaryngologie a chirurgie hlavy a krku.

## Politická kariéra
V roce 2006 kandidoval do senátu v obvodě č. 59 Brno-město za stranu Politika 21 Jany Bobošíkové. Poslancem Poslanecké sněmovny Parlamentu České republiky za TOP 09 byl zvolen ve volbách 2010 v Jihomoravském kraji.
Ve volbách do Poslanecké sněmovny PČR v roce 2013 kandidoval v Jihomoravském kraji jako lídr TOP 09 a STAN a byl zvolen.
V komunálních volbách v roce 2014 byl zvolen zastupitelem Městské části Brno-střed, když původně kandidoval na 11. místě kandidátky TOP 09 (díky preferenčním hlasům skončil na 2. místě). Na funkci však v prosinci 2016 rezignoval. Ve volbách do Poslanecké sněmovny PČR v roce 2017 obhajoval svůj poslanecký mandát za TOP 09 v Jihomoravském kraji, ale neuspěl.

## Kvalifikace
- 1973 – promoce na Lékařské fakultě MU v Brně
- 1978 – atestace I. stupně v oboru otorinolaryngologie
- 1982 – atestace II. stupně v oboru otorinolaryngologie
- 1986 – titul CSc.
- 1994 – habilitace
- 1998 – jmenování řádným profesorem
- od roku 2002 předseda výboru České lékařské společnosti otorinolaryngologie a chirurgie hlavy a krku

Expertizní činnost: 1984–2000: Malta (přednosta ORL oddělení)